# 汉堡体育俱乐部
汉堡体育俱乐部（德語，簡稱及）是一家位於德國漢堡市的足球會。球會主場是可容納57,000人的禾克斯公園球場。

## 歷史
漢堡球隊歷史上曾經奪得6次德國足球冠軍及3次德國盃冠軍。除此之外1977年在欧洲优胜者杯決賽擊敗比利時安德莱赫特贏得首次奪得歐洲賽事錦標，其後1983年登上球會黃金時期，擊敗來自義大利祖雲達斯奪得歐冠盃冠軍。
2004年8月，漢堡於德國盃首圈爆大冷以2比4不敵地區聯賽球隊，賽後發現執法該比賽的裁判羅伯特·霍澤收受克羅埃西亞一個赌球集团的贿款，並故意操縱比賽結果，这件德国球壇的醜聞成為德國30年來历来最大的案，最後霍澤被判处监禁2年11个月。
2005年/2006年球季，漢堡得以參加，賽事漢堡過關斬將殺入決賽，並總比數1比0擊敗西班牙華倫西亞取得參加的入場劵。漢堡在足協盃首圈賽事總比數以2比1淘汰丹麥哥本哈根。
漢堡曾經是唯一一家參與過所有德國頂級足球聯賽賽事的俱樂部，但隨著17-18球季在德甲排名倒數第二而降級後，球會回到德乙作賽。
球隊在德乙前幾年的走勢皆是開高走低，當中更試過在連續三年都曾在上半季占據德乙榜首的環境下，季末以第4名作收，迴避升班的機會。不但如此，他們在季末甚至曾作出具「賣分」嫌疑的作戰方式，故惹來球迷及投注者的非議。一直到2024-25賽季，他們終於在倒數第二輪6-1大勝後領先第三名4分的情況下，提前一輪確定回到暌違七年的德甲。

## 大事紀年
| 年 份          | 事 項 |
| -------------- | --- |
| 1887年9月29日  | 體育會及體育會合併創立“體育會”，這三間體育會正是漢堡體育會的前身。 |
| 1919年6月1日   | 體育會與漢堡足球會及合併為漢堡體育會（Hamburg SV）。球衣顏色選用為紅色及白色。 |
| 1921年         | 在北部地區錦標賽8比0大勝荷爾斯泰因·基爾(Holstein Kiel)奪得球會第一個錦標。 |
| 1922年6月18日  | 漢堡首次參加德國全國聯賽就殺入決賽迎戰紐倫堡，在首都柏林舉行的決賽雙方比賽至189分鐘以2比2打和需要重賽。 |
| 1922年8月6日   | 在萊比錫舉行重賽中雙方比賽到112分鐘仍以1比1打成平手，但紐倫堡當時只有7名球員比賽（最少需要8名球員比賽），最後球証中止賽事，德國足總宣佈漢堡奪得該屆冠軍獎盃。但其後德國足總因為未能分出勝負而取消將該屆冠軍獎盃頒發給漢堡。 |
| 1923年1月7日   | 漢堡0比10大敗於。 |
| 1923年6月10日  | 在決賽3比0擊敗首次奪得德國聯賽冠軍。 |
| 1924年6月9日   | 球會在德國聯賽總決賽遭受首次落敗，在柏林以0比2被兩年前的決賽對手紐倫堡擊敗。 |
| 1928年7月29日  | 德國聯賽總決賽以5比2大勝，第二次奪標。 |
| 1937年9月      | 球會慶祝成立50周年，並邀請紐倫堡及比賽。 |
| 1945年7月16日  | 漢堡戰後第一場比賽以2比0擊敗。 |
| 1950年5月4日   | 到美國進行表演賽，並在六場比賽取得全勝。 |
| 1951年         | 以40個入球成為當屆德國所有級別聯賽入球最多的球員。 |
| 1953年8月5日   | 施拉（）以16歲之齡首次為球隊上陣迎戰。 |
| 1956年8月5日   | 德國盃決賽以1比3不敵卡斯魯厄。 |
| 1957年6月23日  | 德國聯賽總決賽以1比4被擊敗。 |
| 1958年5月18日  | 連續兩年晉身德國聯賽總決賽，可惜0比3大敗給再次奪冠失敗。 |
| 1960年6月25日  | 4年內3次殺入德國聯賽總決賽，最終成功以3比2擊敗科隆第三次奪標。值得一提漢堡在決賽的正選球員中有7名球員出自球會青訓系統。 |
| 1960年         | 施拉成為首屆德國足球先生的得主。 |
| 1960年11月2日  | 首次參加歐洲冠軍球會盃，第一場比賽以5比0大勝瑞士青年人 |
| 1962年7月28日  | 德國足球協會成立全國性德國甲組足球聯賽（Bundesliga） |
| 1963年1月11日  | 球隊得到46位人士推薦成為首屆全國聯賽參賽球隊之一。 |
| 1963年8月14日  | 首次奪得德國盃冠軍，於決賽3比0勇挫，其中施拉包辦全部3個入球。 |
| 1964年         | 施拉第二次獲得德國足球先生。 |
| 1967年6月10日  | 晉身德國盃決賽，但0比4大敗於拜仁慕尼黑。 |
| 1968年5月23日  | 歷史性首次晉身歐洲賽事決賽，在歐洲盃賽冠軍盃決賽中0比2不敵擁有里维拉的意大利勁旅AC米蘭。 |
| 1970年         | 施拉史無前例第三次奪得德國足球先生（第10屆）。 |
| 1972年5月1日   | 獲得主場的62,000位球迷歡送施拉最後一次為漢堡比賽。 |
| 1973年6月6日   | 在主場4-0擊敗獲得首屆德國超級盃錦標。 |
| 1974年8月17日  | 第4次晉身德國盃決賽，但1比3敗給法蘭克福第3次於決賽落敗。 |
| 1976年6月26日  | 2比0擊敗，第二次成為德國盃盟主。 |
| 1977年5月11日  | 踏入球會最重要的時刻，在決賽2比0壓倒比利時奪得球會首個歐洲賽事冠軍。 |
| 1977年5月25日  | 將英格蘭球員帶到德國。 |
| 1979年6月9日   | 歷史上首度登上德國甲組聯賽冠軍寶座。 |
| 1980年5月28日  | 繼1977年後第一次晉身歐冠盃決賽，可惜被上屆冠軍英格蘭球會以1比0擊敗。 |
| 1980年11月16日 | 會長成功邀請由美國歸來的加盟。 |
| 1981年7月1日   | 奧地利教練恩斯特·哈佩爾（Ernst Happel）成為球隊新主教練。 |
| 1982年5月      | 晉身歐洲足協盃決賽可惜被瑞典哥德堡以1比0擊敗。 |
| 1982年5月29日  | 於聯賽射入27球並協助球隊奪得第二個聯賽冠軍。 |
| 1983年5月25日  | 憑馬加夫的入球，擊敗義大利球會第一次奪取歐冠盃冠軍 |
| 2000年5月      | 在聯賽取得意想不到的季軍成績，跟隨冠亞軍拜仁慕尼黑及參加歐聯。 |
| 2000年11月8日  | 小組賽成績壓倒同組的得到第三名因而轉戰。 |
| 2000年12月7日  | 歐洲足協盃第三圈兩回合都不敵羅馬（0比1，0比3）而出局 |
| 2003年5月24日  | 聯賽最後一輪比賽主場以2-0擊敗，獲得第四位及參賽權。 |
| 2003年7月28日  | 決賽以4-2擊敗，首次奪得聯盟盃冠軍。 |
| 2003年10月22日 | 辭退主教練庫爾特·亞拉（Kurt Jara），繼任人為前的托比慕拿（）。 |
| 2004年5月22日  | 聯賽最後一輪比賽以2-1主場擊敗法蘭克福取得參賽資格。 |
| 2005年8月23日  | 漢堡於2005年圖圖盃決賽次回合中作客0-0戰和，兩回合計以1-0擊敗對手，並獲得當年歐洲足協盃參賽資格。 |
| 2006年3月16日  | 歐洲足協盃十六強比賽中，漢堡在次回合主場以3-1擊敗布加勒斯特迅速，雖然總比數追成3-3，但對手因攻入本場賽事的一個作客入球而將漢堡淘汰出局。                                                                                    |
| 2006年5月13日  | 聯賽季軍，獲得2006-07年歐洲冠軍聯賽第三圈外圍賽參賽資格。 |
| 2006年11月1日  | 漢堡被編入歐聯分組賽G組，但於此場主場1-3不敵後四戰皆敗，提早兩輪確定小組墊底出局。 |
| 2007年5月19日  | 漢堡在上半季表現不佳，至1月德甲19戰僅得1勝12和6負成績陷入降級區，主教練湯馬士·多爾被解僱。新任主教練胡布·斯蒂文斯上任後的下半季成績反彈，此戰以4-0擊敗亞琛後以第7位完成聯賽，取得圖圖盃參賽資格，終由此晉身該季歐足協盃。   |
| 2013年5月18日  | 漢堡在聯賽排第十六位，需參加升降級附加賽，對手是德乙第三名的菲尔特。最終漢堡兩回合計以1-1戰和對手，並以作客入球優惠保持參與全部德甲賽季的紀錄。                                                                             |
| 2014年9月15日  | 因聯賽表現差劣，解僱主教練米爾科·斯洛姆卡，約瑟夫·欽鮑爾成為新任主教練。 |
| 2015年3月22日  | 漢堡至3月仍停留在降班區內，此前已六戰不勝，更作客以0-8大敗予當屆冠軍拜仁慕尼黑，主教練約瑟夫·欽鮑爾被解僱，主教練由彼得·科涅貝爾代理。                                                                                      |
| 2015年4月15日  | 新任主教練拉巴迪亚上任，這已經是漢堡於該賽季第三位主教練。 |
| 2015年5月23日  | 漢堡在聯賽最後一輪主場2-0擊敗，由賽前的17位升上16位，獲得升降班附加賽資格，避免直接降級。 |
| 2015年6月1日   | 漢堡於次回合作客德乙球隊並以1-1逼和對手，兩回合以2-2戰和，漢堡在加時賽以3-2總比數擊敗對手，連續兩年在附加賽保住德甲席位。                                                                                                   |
| 2017年5月20日  | 汉堡于联赛最后一轮主场2-1击败沃尔夫斯堡，由16位升至14位，从而无需参加升降级附加赛而成功保级，继续保持德甲最长留席记录。 |
| 2018年5月12日  | 汉堡于联赛最后一轮主场2-1击败门兴格拉德巴赫，但因直接保级对手沃尔夫斯堡以4比1同样战胜对手，从而名列第17名直接降级，55年来首次降入德乙联赛，冠绝德国的99年德国顶级联赛参赛记录亦在此告终。                                   |
| 2022年         | 汉堡于联赛最后五轮取得五連勝而最終得第三名，於德乙四年來首次取得升降班附加賽資格，首回合作客柏林赫塔更取得1-0勝利，惜次回合返回主場卻以0-2落敗，總計反負1-2，未能重返德甲。                                                 |

## 主場球場

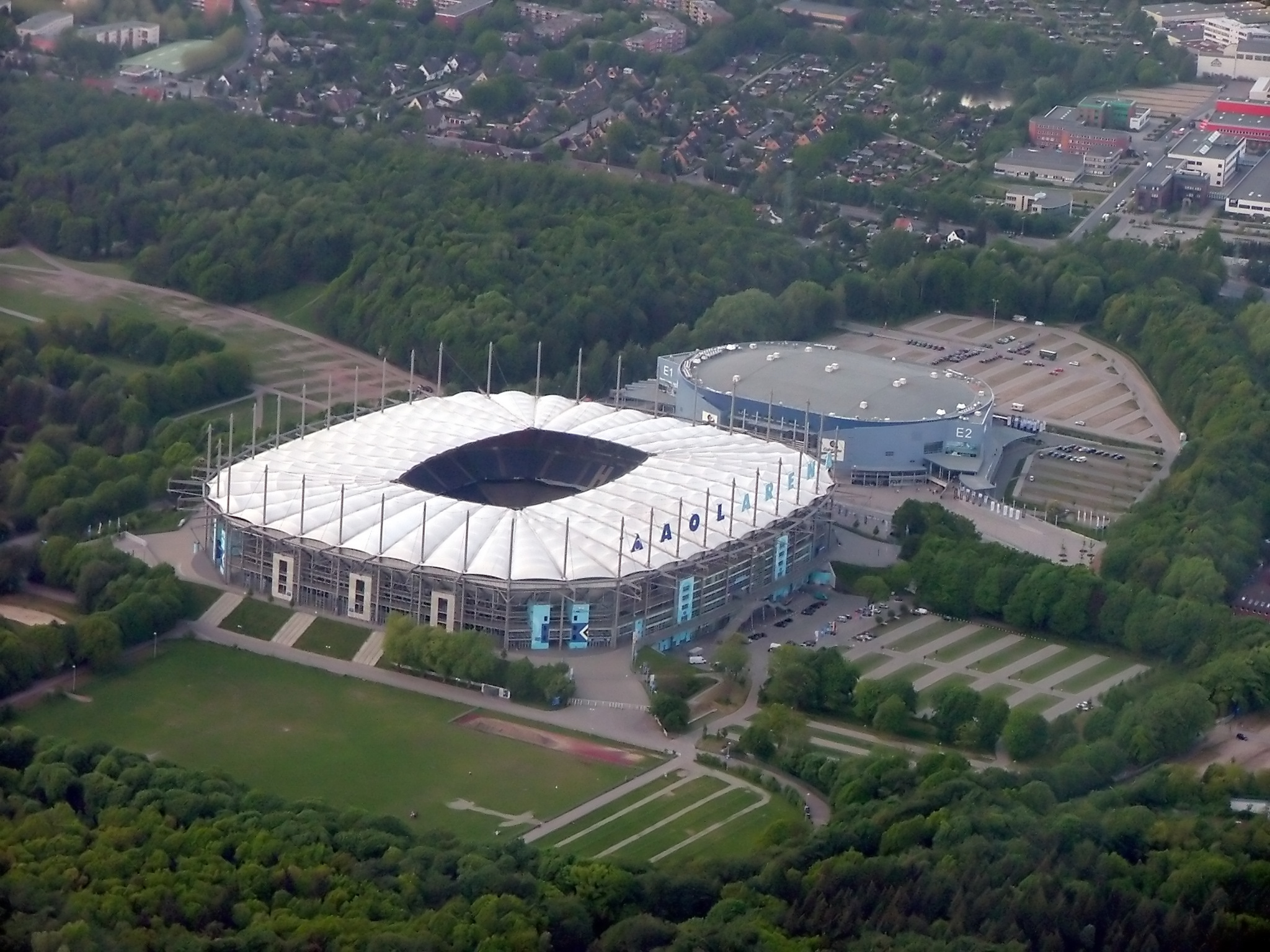
禾克斯公園球場

禾克斯公園球場（德語，意譯為“人民公園球場”）是漢堡的主場球場。是12個舉行2006年世界盃決賽周的場地其中之一，屆時會舉行四場分組賽及一場八強淘汰賽事。美国在线竞技场是歐洲足協的其中一個五星級足球場，可以舉行歐洲足協盃及歐洲聯賽冠軍盃決賽賽事。球場草地的底下提供加熱器，可於冬天進行足球賽事，場內共有22個位置擺放攝像機，為電視觀眾提供多個位置觀賞賽事，是世界上其中一座最具現代化的足球場。
1963年漢堡獲選加入德甲後才從舊球場遷入較大及設施較好的禾克斯公園球場。漢堡在德甲取得輝煌的成績，分別獲得1979年, 1982年及1983年三屆冠軍。1998年漢堡決定將整個老化的球場拆卸，重建為現代化的新球場以迎接世界盃，在1998年4月30日獲得批准興建，估計耗資約1億歐元，新球場作90度轉向令看台有更好的觀賞角度及日光照射，取消田徑跑道拉近觀眾席與比賽草坪距離，除足球比賽外亦可安排舉行音樂會。球場平日球會比賽的比賽容量為55,000，國際比賽時北看台的立席改為座席時可容納50,000名觀眾。2000年球場揭幕戰由德國隊對希臘隊，主隊以2-0獲勝。
2001年美國大型媒體公司美國線上時代華納(Time Warner Inc.)以3,000萬馬克買下球場五年的命名權，更名美国在线竞技场（AOL Arena）。2004年漢堡隊博物館揭幕。2007年球季結束後冠名合約完結，球場隨即將AOL Arena的名字拆除。2007年3月北方銀行（HSH Nordbank）以2,500萬歐元購得六年冠名權，初時稱為北方銀行球場（HSH Nordbank Arena），於2010年7月更名為英泰竞技场（Imtech Arena）。該球場是2010年歐洲聯賽決賽的舉辦地，結果漢堡於4強被英超擊敗（該屆冠軍為西甲，經延長賽以2-1擊敗富勒姆奪標）。

## 球會榮譽
| 荣誉                        | 次数        | 年度                              |
| 本 土 聯 賽                 | 本 土 聯 賽 | 本 土 聯 賽                       |
| --------------------------- | ----------- | --------------------------------- |
| 德國甲組聯賽 冠軍           | 3           | 1978-79年、1981-82年、1982-83年； |
| 德國錦標賽 冠軍             | 3           | 1922-23年、1927-28年、1959-60年； |
| 本 土 杯 賽                 |             |                                   |
| 德國盃 冠軍                 | 3           | 1963年、1976年、1987年；          |
| 德國超級盃/聯賽盃 冠軍      | 2           | 1973年、2003年；                  |
| 德國電信盃 冠軍             | 1           | 2009年；                          |
| 歐 洲 賽 事(決賽比數及對手) |             |                                   |
| 歐洲冠軍球會盃 冠軍         | 1           | 1983年 1:0 對義大利               |
| 歐洲盃賽冠軍盃 冠軍         | 1           | 1977年 2:0 對比利時安德列治       |
| 歐洲足協圖圖杯 冠軍         | 1           | 2005年 1:0 對西班牙〈兩回合〉     |

## 著名球星

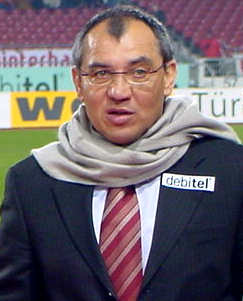
马加特

- （Franz Beckenbauer，1980年–1982年）
- （Horst Hrubesch，1978年–1983年）
- （Manfred Kaltz，1971年–1989年，1990年–1991年）
- （Felix Magath，1976年–1986年）
- （Uwe Seeler，1953年–1972年）
- （Kevin Keegan，1977年–1980年）
- （John Jensen，1988年–1990年）
- （Stig Tøfting，1993年–1995年，2000年–2002年）
- （Rafael van der Vaart，2005年–2008年）
- （Anthony Yeboah，1997年–2001年）
- （Daniel Van Buyten，2004年–2006年）
- （Piotr Trochowski，2005年–2011年）
- （Zé Roberto，2009年–2010年）
- 孫興慜（Son Heung-min，2010年–2013年）